# Lipgloss

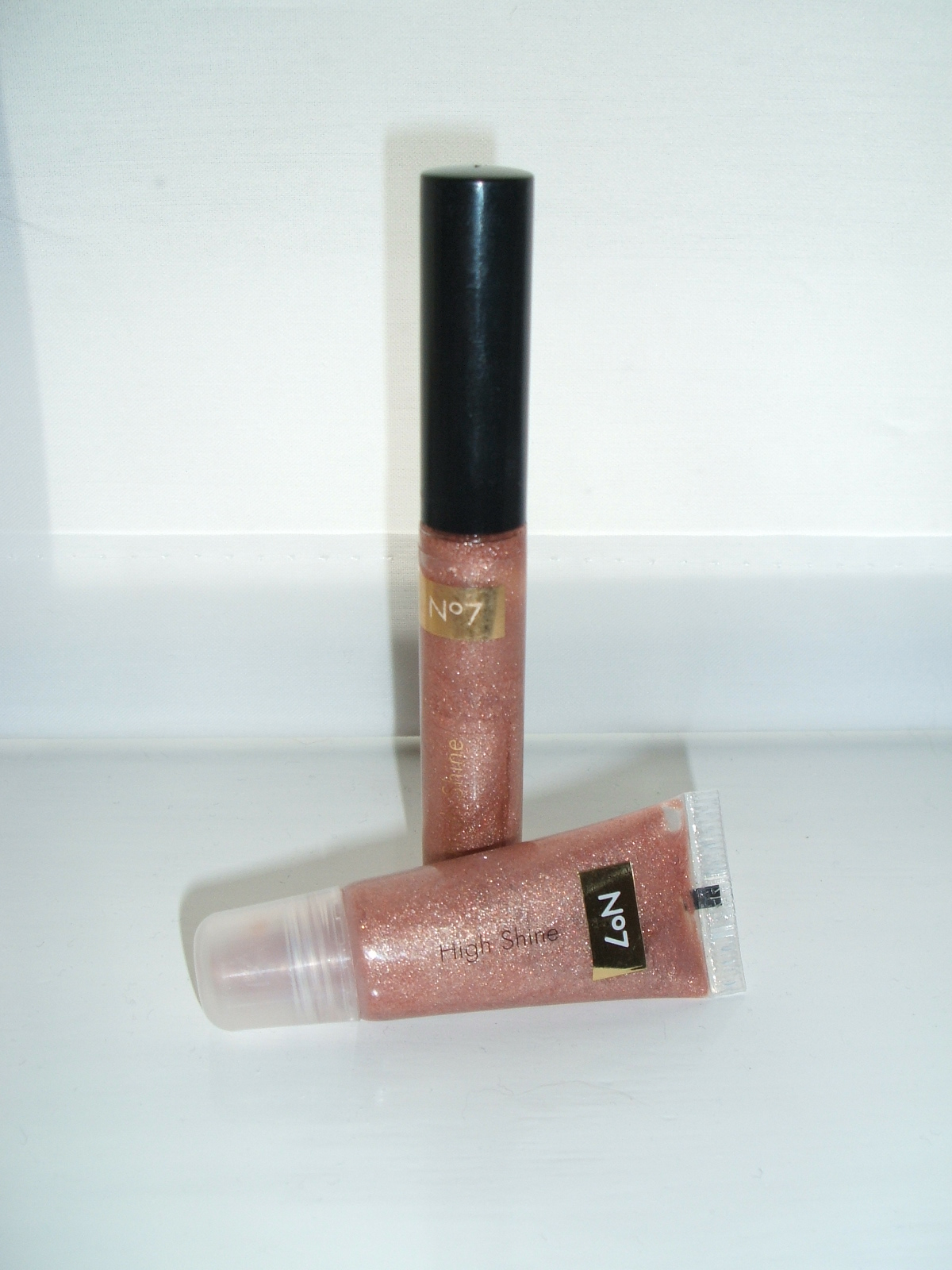
Lipgloss

Lipgloss is een make-up voor op de lippen.
In tegenstelling tot de reguliere lippenstift is het een dun, haast geleiachtig glimmend laagje op de lippen, soms aangebracht over de lippenstift heen. Lipgloss is verkrijgbaar in transparant en ook in kleur. Ook is er lipgloss met glitters of met verschillende smaken en geuren. 
Lipgloss zit meestal in een kleine tube of een klein flesje met een kwastje. Er zijn ook rollers met lipgloss verkrijgbaar. 
Een goede lipgloss geeft een mooie glans en blijft goed zitten. De substantie kan variëren van vettig tot stroperig. Lipgloss blijft meestal niet zo lang zitten als lippenstift.
De prijs van een lipgloss varieert van ongeveer €0,50 tot zo'n €200,-. Dit heeft te maken met de vele verschillende merken, soorten en kwaliteiten lipgloss. Lipgloss is te koop in de meeste winkels waar ook andere make-up wordt verkocht, bijvoorbeeld parfumeries en drogisterijen.